# Hey Ho (What You Do to Me!)
Hey Ho! What You Do to Me è un album in studio del gruppo musicale canadese Expressions, pubblicato nel 1965.

## Tracce
1. Hei Ho - 2:10
2. I Should Have Realize - 2:07
3. Hurting Each Other - 2:19
4. Made in England - 3:04
5. I'll Keep Comin' Back - 1:54
6. Stop Teasing Me - 2:37
7. Could This Be Love - 2:10
8. Theme from a Music Box  - 2:15
9. Goodnight Goodnight - 2:30